# Agabus
Agabus (aram. „Heuschrecke“; griech. Ἅγαβος hágabos) war ein Prophet aus Jerusalem zur Zeit des Neuen Testamentes. Die Apostelgeschichte nennt ihn zweimal (Apg 11,28  und 21,10ff ).
- Das erste Mal kommt er nach Antiochien und sagt eine große Hungersnot für den „ganzen Erdkreis“ voraus. Diese geschah wohl im 4. Jahr des Kaisers Claudius (45 n. Chr.). Die Hungersnot wird von Sueton, Tacitus und Eusebius erwähnt; in Jerusalem war sie so schlimm, dass Josephus sagt, dass viele verhungerten.
- Das zweite Mal tritt er 13 Jahre später auf (58 n. Chr.) und sagt Paulus seine Gefangennahme durch Juden in Jerusalem voraus. Als Zeichen nimmt er Paulus’ Gürtel und bindet sich Füße und Hände. Paulus wird in Jerusalem allerdings von römischen Soldaten verhaftet, nachdem unter den Juden ein Aufruhr geschah.

Die Tradition rechnet Agabus zu den 72 Jüngern, die Jesus in Lukas 10,1  aussendet. Er soll als Märtyrer in Antiochien gestorben sein.

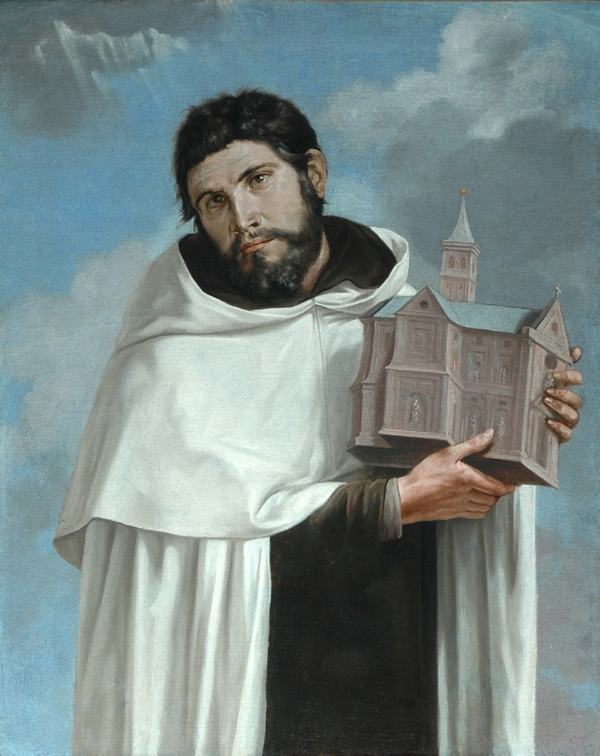
Darstellung des Agabus auf einem Gemälde von Juan Bautista Maíno, 17. Jahrhundert

## Gedenktage
- 13. Februar in der römisch-katholischen Kirche
- 8. März in den orthodoxen Kirchen
- Amshir 4 in der koptischen Kirche[1]
- Yakatit 4 nach dem äthiopischen Synaxarion[2]